# 近藤政徳
近藤 政徳（こんどう まさのり、延宝4年（1676年） - 享保14年1月7日（1729年2月4日））は江戸時代の旗本。
旗本近藤重信の次男。母は北条氏重の娘、正室は朽木稙昌の娘。子に政共がいる。幼名は虎之助。通称は左京、宮内。官位は従五位下、淡路守。
貞享4年（1687年）9月6日、将軍徳川綱吉に拝謁、元禄6年（1694年）12月11日に家督を相続する。元禄7年（同1694年）閏5月7日、中奥小姓となり、正徳元年（1711年）4月1日、定火消となる。享保5年（1720年）7月28日、百人組頭に転じ、享保9年（1725年）12月15日、御小姓番頭となる。享保14年（1729年）没。享年54。法名は宗淳。